# Élections générales espagnoles de 1996 en Galice
Les élections générales espagnoles de 1996 (en espagnol : Elecciones generales de España de 1996) se sont tenues le dimanche 3 mars 1996 afin d'élire les 350 députés et 208 des 266 sénateurs de la VIe législature des Cortes Generales. 25 députés sont élus en Galice.

## Résultats

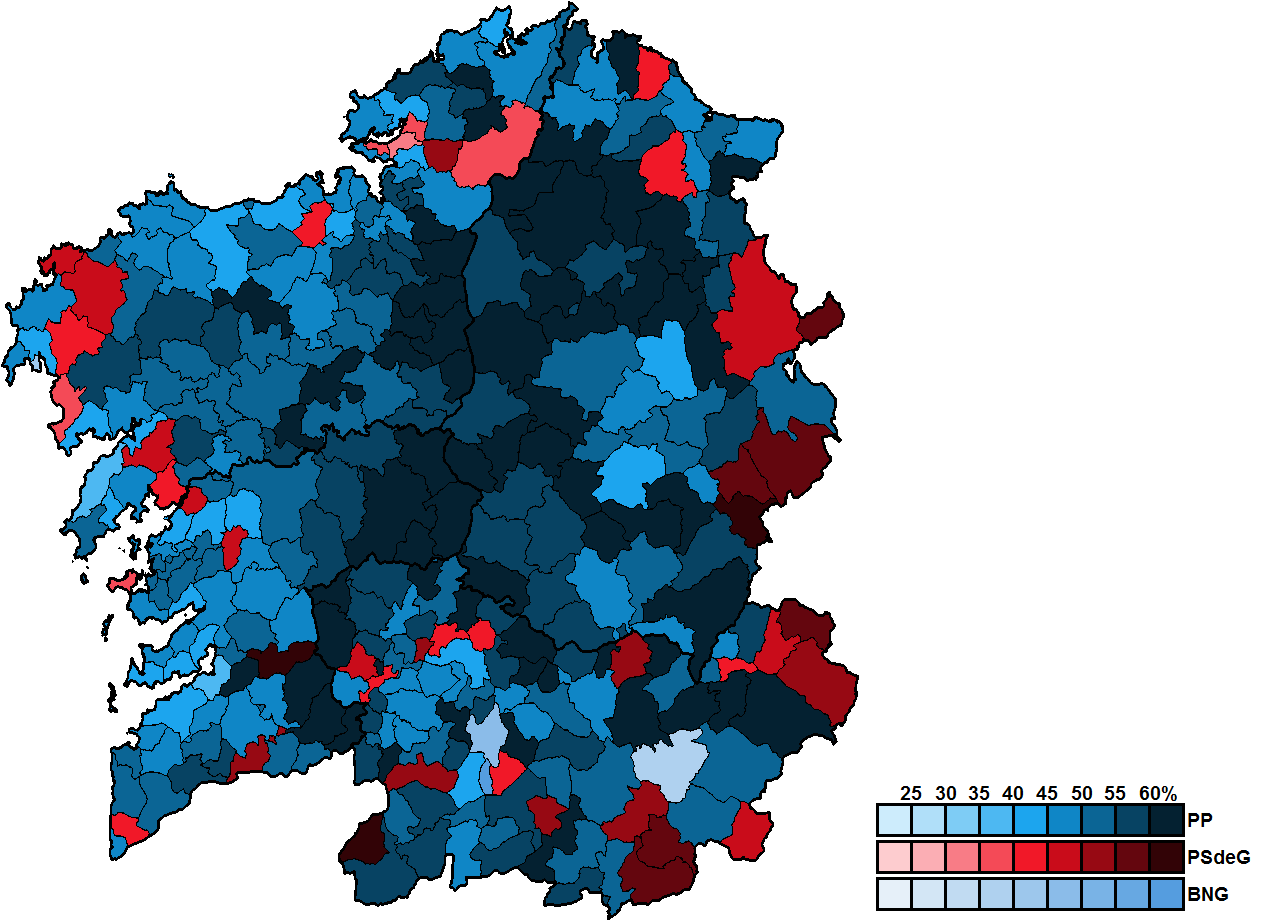
Résultats par commune.